# Caulokaempferia phuwoaensis
Caulokaempferia phuwoaensis là một loài thực vật có hoa trong họ Gừng. Loài này được Picheans. & Koonterm mô tả khoa học đầu tiên năm 2008.